# Córdoba Open 2024
Córdoba Open 2024 — тенісний турнір, що проходив на ґрунтових кортах у місті Кордова (Аргентина) з 5 по 11 лютого. Належав до категорії ATP 250.

## Фінальна частина

### Одиночний розряд
Лук'яно Дардері —  Факундо Баньїс 6–1, 6–4

### Парний розряд
Максімо Гонсалес /  Андрес Мольтені —  Садіо Думбія /  Фаб'єн Ребуль 6–4, 6–1